# 木野村 (広島県)
木野村（このむら）は、広島県佐伯郡にあった村。現在の大竹市の一部にあたる。

## 地理
- 河川：小瀬川[1]

## 歴史
- 1889年（明治22年）4月1日、町村制の施行により、佐伯郡木野村が単独で村制施行し、木野村が発足[1][2]。
- 1910年（明治43年）木野川製紙組合設立[1]。
- 1951年（昭和26年）4月1日、佐伯郡大竹町に編入され廃止[1][2]。

### 地名の由来
次の二説あり。
1. 田野の広かざる地形（小野）による。
2. 大野村に対して称したもの。

## 産業
- 和紙（木野川紙）、農業[1]